# Snapshots (film, 2018)
Pour les articles homonymes, voir Snapshots.
Pour plus de détails, voir Fiche technique et Distribution.
Snapshots est un film américain réalisé par Melanie Mayron, sorti en 2018.

## Fiche technique
- Titre original : Snapshots
- Réalisation : Melanie Mayron
- Scénario : Jan Miller Corran, Katherine Cortez
- Photographie :
- Montage : Josh Rifkin
- Musique : David Michael Frank
- Production : Jan Miller Corran, Lee Anne Matusek
- Sociétés de production : Three Women in a Box Films
- Sociétés de distribution :
- Pays d'origine :  États-Unis
- Langue originale : anglais
- Lieu de tournage :
- Format : couleur
- Genre : Drame
- Durée : 95 minutes
- Dates de sortie :
  -  États-Unis : 3 mars 2018 au Cinequest Film Festival (en)
  -  Allemagne : 21 octobre 2018 au Filmfest homochrom

## Distribution
- Piper Laurie : Rose Muller
- Brooke Adams : Patty
- Emily Baldoni : Allison
- Emily Goss : Louise Baxter
- Cathy DeBuono : Marybeth
- Brett Dier : Zee
- Max Adler : Joe Muller
- Shannon Collis : Rose Muller jeune